# Königsworther Platz (Stadtbahn di Hannover)
La stazione di Königsworther Platz è una stazione sotterranea della Stadtbahn di Hannover.

## Movimento
La stazione è posta sul tracciato C, ed è servita dalle linee 4 e 5.